# Maderuelo
 Maderuelo est une commune de la province de Ségovie dans la communauté autonome de Castille-et-León en Espagne. Maderuelo est membre à l'association Les Plus Beaux Villages d'Espagne.

## Sites et patrimoine

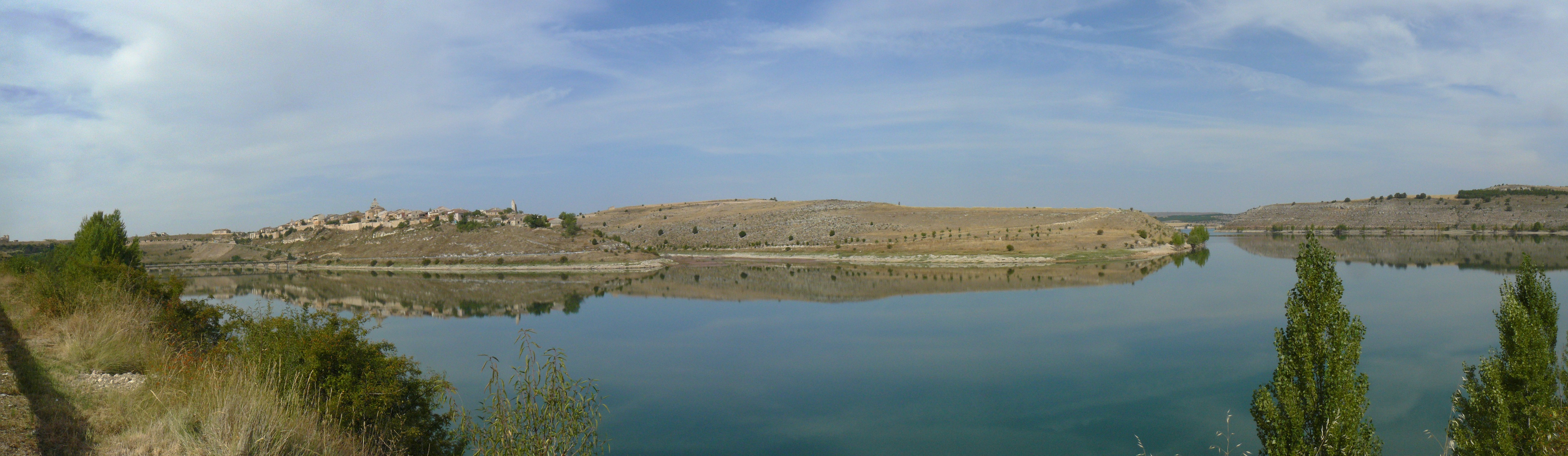
Le barrage de Linares au voisinage de Maderuelo.

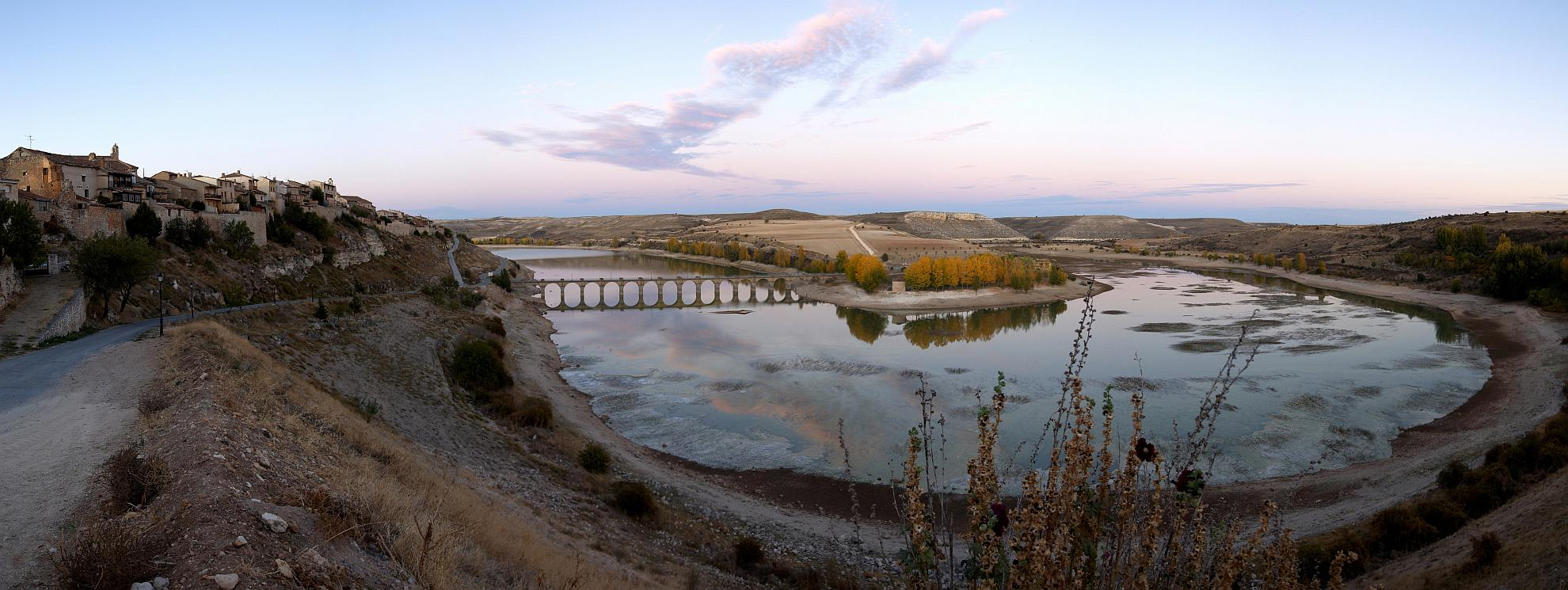
Maderuelo, vue du barrage de Linares.